# Исаев, Андрей Викторович
Андрей Викторович Исаев (21 июня 1961, Москва, СССР — 21 июля 1997, Познань, Польша) — советский и российский вор в законе, непримиримый борец с кавказскими преступными кланами.

## Биография
Несмотря на относительную молодость, Исаев в начале 1990-х годов воспринимался в уголовной среде как легенда. Первую судимость он получил за разбойное нападение, в тюрьме заслужил авторитет и был коронован старым вором в законе по кличке «Япончик», противником кавказских воров в законе («лаврушников»). Своё прозвище «Роспись» он получил за обильные татуировки на его теле.
В начале 1990-х годов Андрей Исаев становится одним из лидеров славянского воровского клана Москвы. Его деятельности приписывают, в частности, кровавую разборку в Останкино, в результате которой погибли четыре кавказца, а также убийства многих авторитетов «лаврушников». Когда однажды Роспися задержали, он заявил милиционерам:
...За что вы меня гоняете? Я ничего плохого не делаю, только «папуасов» отстреливаю...
Яростное противоборство с кавказцами привлекло на сторону Исаева многих, но вместе с тем и принесло ему серьёзные проблемы. Столь экспансивного вора в законе неоднократно пытались убить. Первый раз, во время разборки с чеченской группировкой, Исаев чудом выжил — пуля застряла в его бронежилете. Во второй раз киллер стрелял из снайперской винтовки Драгунова. Пуля насквозь пробила охранника Роспися и угодила ему в печень. Охранник Исаева скончался на месте, а сам вор в законе был в тяжелейшем состоянии вывезен в США, где ему оказали медицинскую помощь.
После выздоровления Исаев отправился в путешествие по странам Европы, а затем вернулся в Москву. Опасаясь новых покушений, он жил на съёмных квартирах. Когда Роспись вышел из подъезда дома на Осеннем Бульваре, его машина «ВАЗ-2109» взорвалась. Охранник Исаева погиб, были тяжело ранены две игравшие во дворе школьницы, одна из них погибла, но сам Роспись остался невредимым. Покушение организовал Алексей Шерстобитов. После этого Исаев улетел в Грецию. 
Неоднократно впоследствии муссировались слухи о его гибели, но оснований под собой они не имели. В частности, газета Коммерсантъ ошибочно сообщала о гибели Исаева 28 апреля 1995 года.
Был застрелен в городе Познань (Польша) 21 июля 1997 года. Убийство не было раскрыто.